# Хмельницкий, Иван Парфёнович
Иван Парфëнович Хмельницкий (1742—1794, Санкт-Петербург) — писатель и переводчик XVIII века. Доктор философии Кёнигсбергского университета. Статский советник, обер-секретарь Правительствующего сената Российской империи.

## Биография
Потомок гетмана Богдана Хмельницкого по прямой линии, род которого не только не попал в ряды новой малорусской знати, но потерял свои имения в Малороссии, конфискованные правительством. Императрица Екатерина II, отчасти сознавая несправедливость такого положения, отчасти ввиду научных заслуг И. П. Хмельницкого, обеспечила его материальное положение и дала ему возможность всецело посвятить себя науке. Так, например, Хмельницкий владел усадьбой Лопухинка.
Обучался в Киево-Могилянской академии, затем в Кёнигсбергском университете разным языкам и наукам.
Участвовал в работе правительственной комиссии (1767—1769), «для сочинения проекта нового уложения», то есть новых законов. Занимался такими социальными вопросами, как вопрос о рабстве, полемизировал с реакционным немецким философом Шлегелем.
Известный русский просветитель и писатель XVIII века Н. И. Новиков, лично знавший И. П. Хмельницкого, писал о нём:

«Хмельницкий Иван Парфёнович. Философии доктор и Комиссии о сочинения проекта нового уложения сочинитель… Сочинения его следующие:
1. Рассуждение об основаниях философических, на латинском языке, внесенное в Гамбургские ученые ведомости в 1762 году;
2. Опровержение на рассуждение господина Шлегеля;
3. Рассуждение об опровержении рабства по законам естественным праву всенародному;
4. перевел с немецкого на российский язык книгу. „Величество и различие в царстве естества и нравов по уставу зиждителя“ ;
5. перевел же краткую Энциклопедию или понятие о всех науках и художествах: обе сии книги в скором времени будут печататься».

Первый его перевод книги немецкого писателя Георга Андреаса Вилля (1727—1798) под названием «Свет зримый в лицах», был издан впервые в Петербурге в 1773 году Академией наук тиражом в 600 экземпляров. Это было одно из немногих богато иллюстрированных русских изданий того времени. Книга была несколько раз переиздана.
Переводил он также труды Яна Амоса Коменского.
Кавалер ордена Святого Владимира 4-й степени.
Умер от паралича в январе 1794 года, похоронен на Фонвизинской дорожке некрополя Свя́то-Тро́ицкой Алекса́ндро-Не́вской ла́вры. На памятнике была вырублена стихотворная эпитафия В. Г. Рубана:
«Законов знанием сей муж себя прославил
И «Зримый в лицах свет» согражданам представил

Для наставления и в прозе и в стихах.

Всю жизнь свою провел в полезных он трудах,

Был правосудия недремлянной зеницей

И в жизни награждён был Вышняго десницей.

Отечество его труды поныне зрит.

Но да Хмельницкаго дух Бог с Собой вселит!

Молитствуют о сем жена его и чада,

Да будет вечно с ним сия небесная отрада!

Читатель, ко Творцу мольбы и ты пролей:

Обрящешь пользу сим и ты душе своей».
Сыновья — Николай (1789—1845) известный драматический писатель, переводчик, губернатор Смоленска (1830), и Иван (26.03.1794—03.07.1794).